# نیپون ایچی سافتور
نیپون ایچی سافتور (انگلیسی: Nippon Ichi Software) شرکت بازی ویدئویی ژاپنی است، که در سال ۱۹۹۱ تأسیس شد.